# Josef Opatoszu
Josef Opatoszu, właściwie Josef Meir Opatowski (jidysz: יוסף אפאטאשו; ur. 24 grudnia 1886 w Stupskim Lesie k. Mławy, zm. 7 października 1954 w Nowym Jorku) – żydowsko-amerykański powieściopisarz  pochodzący z Polski, publikujący w języku jidysz.

## Życiorys
Urodził się 24 grudnia 1886 roku w Stupskim Lesie nieopodal Mławy w rodzinie kupca – maskila, który pisał wiersze po hebrajsku. Odebrał świeckie wykształcenie, z kolei w domu ojciec uczył go tradycji religijnych. W 1905 roku rozpoczął studia na politechnice w Nancy, które musiał przerwać ze względu na brak środków. W 1907 roku osiadł w Nowym Jorku, gdzie dołączył do ojca. W 1914 roku uzyskał dyplom inżyniera w Cooper Union. W tym okresie utrzymywał się z pracy w fabryce butów, sprzedaży gazet i lekcji hebrajskiego.
W 1914 roku ukazała się antologia Di naje hejm, w której znalazło się opowiadanie Opatoszu Fun niujorker getto (Z nowojorskiego getta). W 1918 roku został redaktorem periodyku „Der tog”, jego twórczość ukazywała się także na łamach polskich czasopism „Der Moment” i „Folks-Cajtung”, nowojorskiego „Cukunft”, „Prese” w Buenos Aires i telawiwskiego „Di Goldene Kejt”. Opatoszu pisywał realistyczne i naturalistyczne powieści o życiu Żydów w Polsce, tworzył także prozę historyczną. W 1912 roku zadebiutował dobrze przyjętą powieścią A roman fun a ferd ganew, która posłużyła w 1971 roku za kanwę filmu w reżyserii Abrahama Polonskyʼego. Do jego powieści historycznych należy trylogia W lasach polskich (In di pojlisze welder), którą przełożono na 8 języków, wielokrotnie wznawiano, oraz zaadaptowano w 1929 roku na srebrny ekran pod tym samym tytułem.
Był członkiem grupy literackiej Jung Idysz, złożonej głównie z pisarzy pochodzenia żydowskiego, wywodzących się z ziem polskich.
Zmarł 7 października 1954 roku w Nowym Jorku.
Jego synem był amerykański aktor filmowy i teatralny David Opatoshu.

## Publikacje
- Fun nju jorker geto (1914)[1]
- Hibru (Farlojrene menczn, 1920)[1]
- Romans koniokrada (1921, wydanie polskie 1928)
- W lasach polskich – trylogia (1921, wydanie polskie 1923; jidysz: "אין פוילישע וועלדער", In di pojlisze welder)
  - Alejn (Samotni, tom trzeci, 1919)[2]
  - In di pojlisze welder (tom pierwszy, 1921)[2]
  - 1863 (Żydzi walczą o niepodległość Polski. Powieść na tle powstania roku 1863, tom drugi, 1926)[2]
- Arum grand strit (1929)[1]
- Di tencerin (1930)[1]
- Dzień w Ratyzbonie (1933, wydanie polskie 1935; jidysz: "א טאג אין רעגענסבורג", A tog in Regensburg)
- Rabi Akiwa (1948)[1]
- Bar Kochba (1955)